# Cratere Phrynia
Phrynia è un cratere d'impatto presente sulla superficie di Titania, il maggiore dei satelliti di Urano, a 24,3° di latitudine sud e 309,2° di longitudine est. Il suo diametro è di circa 35 km.
Il cratere è stato battezzato dall'Unione Astronomica Internazionale con riferimento ad un personaggio della tragedia shakespeariana Timone d'Atene, Frione, amante di Alcibiade.